# Franz Runge
Franz Runge (Klosterneuburg, 5 luglio 1904 – Vienna, 30 novembre 1975) è stato un calciatore austriaco, di ruolo attaccante.

## Carriera

### Club
Ha sempre giocato nel campionato austriaco.

### Nazionale
Ha collezionato 3 presenze con la Nazionale austriaca.